# فيرنر كولب
فيرنر كولب (بالإنجليزية: Werner Kolb)‏ هو عسكري أمريكي، ولد في 27 يوليو 1895 في بورباخ في ألمانيا، وتوفي في 18 فبراير 1975 في نوي-إيزنبورغ في ألمانيا.